# Rekrut Willie Winkie
Rekrut Willie Winkie (Originaltitel: Wee Willie Winkie) ist ein US-amerikanischer Abenteuerfilm aus dem Jahr 1937 von John Ford nach der gleichnamigen Kurzgeschichte von Rudyard Kipling.

## Handlung
Die kleine Priscilla Williams macht sich 1897 mit ihrer mittellosen Mutter Joyce auf den Weg nach Indien, um dort ihren Großvater, Colonel Williams, zu besuchen. Joyce, die ihrem Schwiegervater nie begegnet ist, wird mit ihrer Tochter am Bahnhof von Sergeant Donald McDuff abgeholt. Während Joyce und der Sergeant das Gepäck verstauen, wird Priscilla Zeuge, wie der Rebellenführer Khoda Khan verhaftet wird. Sie hebt einen Talisman auf, den der Khan bei seiner Festnahme verloren hat.
Joyce und Priscilla erreichen das befestigte Lager des Colonels, der bislang nichts mit Frauen und Kindern zu tun hatte. Priscilla hat Angst, dass ihr Großvater sie nicht mag, also beschließt sie, zum Soldaten zu werden. Sie sucht die Hilfe von Private Mott, der sie jedoch verächtlich zurückweist. Dann wendet sie sich an Lieutenant Brandes, der sie wiederum an McDuff verweist. McDuff verpasst Priscilla den Spitznamen Wee Willie Winkie nach einem schottischen Gedicht und luchst Mott die Uniform ab.
Priscilla besucht den gefangenen Khan und überreicht ihm den Talisman. Danach ordnet McDuff an, dass seine Truppe eine Sonderschicht exerziert, damit Priscilla das Marschieren erlernt. Der Colonel glaubt, dass McDuff ihn auf den Arm nehmen will, und bestraft ihn und die Truppe. Von Joyce verlangt er, dass sie und Priscilla sich von den Soldaten fernhalten.
Die Tage vergehen, Mutter und Tochter bleiben für sich. Eines Tages überbringt Mohammet Dihn, der Diener des Colonels, Priscilla eine Nachricht, die sie Khoda Khan übergeben soll. Mittlerweile ist der Colonel dem Charme des Mädchens erlegen. Priscilla fragt ihn am Abend einer Kompaniefeier, ob er ihre Mutter zum Tanz begleiten wolle. Beide wissen jedoch nicht, dass Joyce von Brandes begleitet wird, der seinen Posten verlassen hat.
Die Feier wird abgebrochen, als die Rebellen angreifen und Khoda Khan befreien. Der Colonel lässt Brandes festsetzen und lässt sich auch nicht von Joyce’ Bitten erweichen, die nun mit Priscilla abreisen will. Zwar hat er beide liebgewonnen, doch er akzeptiert ihre Heimreise. Jedoch können beide nicht abreisen, da die Telegrafenleitungen zur Stadt unterbrochen wurden. Am gleichen Morgen kehrt eine Patrouille zurück, die in einen Hinterhalt geraten ist. McDuff ist verwundet und dem Tode nahe und bekommt Besuch von Priscilla. Sie schenkt ihm ein paar Blumen und singt das Lied Auld Lang Syne für ihn, als er stirbt.
Am Abend von McDuffs Begräbnis fragt Priscilla ihren Großvater nach dem Sinn des Krieges. Er erzählt ihr, dass Khoda Khan der Verursacher des Krieges sei. Später schleicht Priscilla zum Pferdestall, um dort Dihn zu treffen, der sie zum Khan bringt. Als die Soldaten am nächsten Morgen Priscilla und Dihn vermissen, reiten sie zur Festung des Khans am Khyberpass. Khan ist glücklich über den Umstand, die Enkelin des Kommandeurs als Geisel zu haben. Priscilla fordert ihn auf, die Problematik mit ihrem Großvater zu besprechen, und wird ausgelacht.
Colonel Williams lässt die Nachricht überbringen, dass seine Kompanie angreifen wird, sollte Khan das Mädchen nicht freigeben. Khan antwortet, dass er den Angriff begrüße. Doch zum Erstaunen der Rebellen kommt nur der Colonel alleine zur Festung. Einer der Rebellen schießt auf ihn. Priscilla entwischt ihrem Bewacher und stürzt zu ihm. Khan will nicht, dass Priscilla etwas geschieht, und folgt ihr. Die drei kehren zu Khans Festung zurück, wo die Anführer einer friedlichen Lösung des Konflikts zustimmen.
Die Kompanie hält zur Feier eine Parade ab. Mott erzählt Priscilla, dass McDuff stolz auf sie sein würde. Erfreut geht sie mit ihrem Großvater zur Parade.

## Synchronisation
Der Film wurde bereits im Erscheinungsjahr synchronisiert. Die deutsche Fassung entstand bei der Tobis-Melofilm für Deutsche Fox Film AG in Berlin. Das Dialogbuch schrieb Richard Busch, die Dialogregie führte Reinhard W. Noack.
| Rolle              | Besetzung         | Deutsche Synchronstimme |
| ------------------ | ----------------- | ----------------------- |
| Priscilla Williams | Shirley Temple    | Carmen Lahrmann         |
| Sergeant McDuff    | Victor McLaglen   | Hanns Eggerth           |
| Colonel Williams   | C. Aubrey Smith   | Walter Werner           |
| Khoda Khan         | Cesar Romero      | Karl Meixner            |
| Joyce Williams     | June Lang         | Dolly Raphael           |
| Lieutenant Brandes | Michael Whalen    | Fritz Ley               |
| Mrs. Allardyce     | Constance Collier | Lilli Schoenborn        |
| Elsie Allardyce    | Bunny Beatty      | Christine Grabe         |
| Private Mott       | Douglas Scott     | Rolf Günther            |
| Mohammed Dihn      | Willie Fung       | Wolf Trutz              |
| Bagby              | Brandon Hurst     | Guido Goroll            |

## Hintergrund

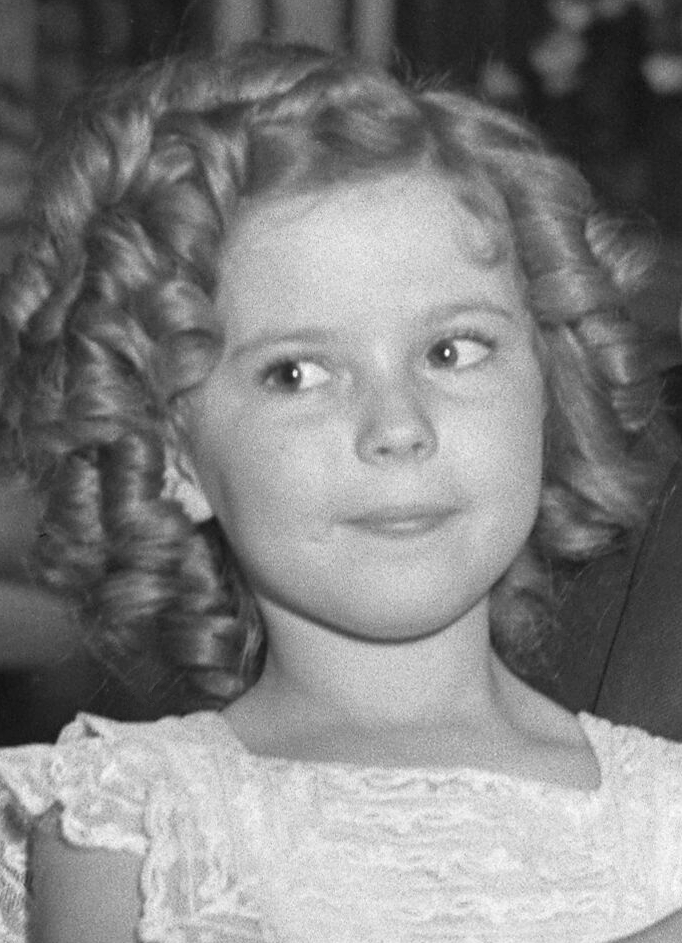
Shirley Temple (1937)

Die Premiere fand am 25. Juni 1937 in Los Angeles statt. In Deutschland erschien er erstmals am 29. Dezember 1937 in den Kinos.
Die Kurzgeschichte, auf der das Drehbuch basiert, handelt von einem Jungen namens Percival Williams. Das Drehbuch wurde umgeschrieben, damit der zu der Zeit berühmte Kinderstar Shirley Temple die Hauptrolle spielen konnte.
Graham Greene, der eine Kritik des Films für das englische Magazin Night and Day verfasste, wurde von der Produktionsgesellschaft 20th Century Fox verklagt, weil er Shirley Temple als verworfen bezeichnete und ihre Fans als Männer mittleren Alters und Geistliche beschrieb, hiermit dem Studio vorwarf, Pädophile in ihren Neigungen zu unterstützen. Der zuständige Richter Hewart nannte die Kritik einen Skandal und verurteilte Greene und das Magazin zu einer Zahlung von 2.000 Pfund an Shirley Temple und 1.500 Pfund an das Studio.

## Kritiken
„Gefühlsselige Unterhaltung mit dem Kinderstar der 30er Jahre, Shirley Temple“, befand das Lexikon des internationalen Films.

## Auszeichnungen
William S. Darling und David S. Hall wurden 1938 für den Oscar für das beste Szenenbild nominiert.